# Mahla Zamani
Mahla Zamani es una diseñadora de moda iraní, periodista y experta en ropa tradicional iraní .

## Desarrollo
Zamai creó la primera exhibición de moda después de la revolución iraní (1979) e hizo un esfuerzo significativo para popularizar la ropa elegante iraní. En su opinión, los iraníes necesitan revivir su pasado y vestirse con estilos elegantes, coloridos y tradicionales (en lugar de vestidos negros y árabes ). Sus esfuerzos  para publicitar y hacer visibles los estilos de vestimenta persa, qashqai, kurdo, turcomano y baloch atrajeron la atención internacional.
Ha sido atacada por círculos fundamentalistas y sus medios afines en repetidas ocasiones.
En 2001, Zamani recibió permiso para lanzar Lotus: A Persian Quarterly, la primera revista de moda de Irán y la primera revista iraní en mostrar los rostros de las mujeres desde el establecimiento de la República Islámica.
Zamani fue requerida para el diseño de un vestido para la reina Saleha de Brunéi, como regalo de Irán.